# 黄氏女对金刚经
《黄氏女对金刚经》，白族民间叙事诗，亦曾被编为大本曲。它是目前搜集到的白族民间长诗中最长的一首，有两千多行。诗中含蓄的反映了外来的佛教与白族本主崇拜之间的冲突。

## 内容
黄氏女是个善良勤劳的白族劳动妇女，她的丈夫赵联芳则是个冷酷无情的屠夫，一个漂流浪荡的赌棍，经常毒打妻子儿女。在赵联芳的统治下，黄氏女承受着沉重的劳动、折磨与家庭负担。
黄氏女到太子会拜佛，路上遭雨淋，生了病，丈夫对其不闻不问。阎罗王派小鬼传她到阴曹学《金刚经》，她哭别丈夫儿女，赶赴阴曹。阎罗王见她对《金刚经》背得滚瓜烂熟，且身体力行，在人间甘受种种磨难，乐善好施，便让她女转男身，重返人世。
最后，黄氏女不但自己信佛，还劝别人信佛，得出“念经是件好事情，吃斋的人是好人，诚心致意去烧香，替今日修下”的结论。